# Župčany
Župčany este o comună slovacă, aflată în districtul Prešov din regiunea Prešov. Localitatea se află la altitudinea de 315 m deasupra n.m., se întinde pe o suprafață de 8,49 km2 și în 2017 număra 1.592 de locuitori.

## Istoric
Localitatea Župčany este atestată documentar din 1248.

## Demografie
| An:                | 1994 | 2004    | 2014    | 2024    |
| ------------------ | ---- | ------- | ------- | ------- |
| Număr de persoane: | 1104 | 1280    | 1474    | 2139    |
| Diferență:         |      | +15,94% | +15,15% | +45,11% |

| An:                | 2023 | 2024   |
| ------------------ | ---- | ------ |
| Număr de persoane: | 2079 | 2139   |
| Diferență:         |      | +2,88% |